# Abraham Lincoln (film 1930)
Abraham Lincoln – amerykański film z 1930 w reżyserii D.W. Griffitha.

## Obsada
- Walter Huston - Abraham Lincoln
- Helen Freeman - Nancy Lincoln
- Una Merkel - Ann Rutledge
- E. Alyn Warren - Stephen A. Douglas/Ulysses Grant
- Jason Robards Sr. - William Herndon
- Henry B. Walthall - pułkownik Marshall